# Ida Gerhardi

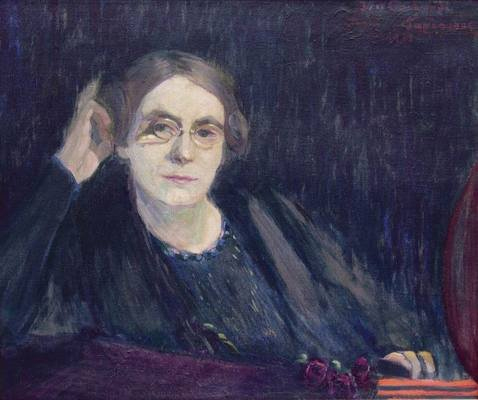
Auto-retrato (1905)

Ida Gerhardi (2 de agosto de 1862, Hagen - 29 de junho de 1927, Lüdenscheid ) foi uma artista neo-impressionista alemã que esteve durante muito tempo de sua carreira em Paris.

## Biografia
O pai dela era médico. Após sua morte prematura em 1869, a família mudou-se para Detmold, onde ela cresceu. Embora quisesse ser pintora desde jovem, ela tinha 28 anos antes de poder perseguir suas ambições. Em 1890, ela se matriculou na Academia das Mulheres da "Associação de Artistas de Munique" e estudou com a pintora de paisagens Tina Blau .

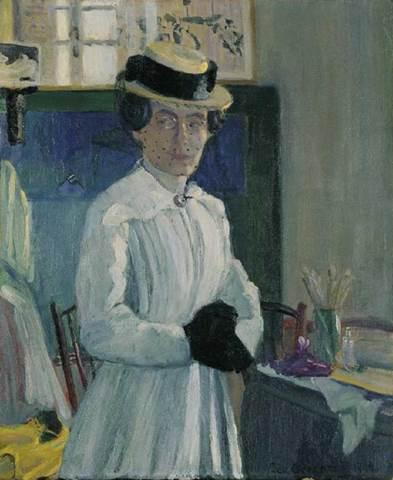
Auto-retrato (1904)

Em 1891, mudou-se para Paris, onde estudou na Académie Colarossi, uma escola popular para estudantes estrangeiros. Lá, ela fez amizade com o compositor Frederick Delius e sua futura esposa, a pintora Jelka Rosen . Em 1900, ela conheceu Auguste Rodin e ingressou no círculo artístico no Le Dôme Café .
Primeiramente contribuiu como pintora de paisagens, influenciada pela Escola de Barbizon, mas logo avivou sua paleta e começou a se concentrar em retratos. Ela também fez cenas dos salões de diversão e bares, que ela visitou com sua amiga, Käthe Kollwitz, em uma época em que começava a ser normal para mulheres sozinhas aparecer em tais locais.
Ela criou suas próprias exposições e vendeu grande parcela de suas obras sozinha. Ela também fez compras no nome de Karl Ernst Osthaus, criador do Museum Folkwang, contendo obras de Rodin e Aristide Maillol . Em 1907, coordenou uma exposição de arte francesa em Berlim na Galeria Eduard Schulte então, por sua vez, uma exposição de arte alemã em uma galeria chamada "Les Tendances Nouvelles" em Paris. Ela era integrante do Deutscher Künstlerbund e envolveu-se em exposições da Secessão de Munique e da Secessão de Berlim.
Devido a complicações de saúde, ela teve que desistir de seu estúdio em Paris em 1913 e voltar à Alemanha, no lugar em que residia junto com seus parentes em Lüdenscheid . Depois de sua morte por doença pulmonar em 1927, seus restos mortais foram levados para Detmold.

## Prêmio de patrocínio Ida Gerhardi
Em 1989, o Lüdenscheid Savings Bank, em apoio com a Städtische Galerie Lüdenscheid, decretou o "Ida Gerhardi Förderpreis" (Prêmio de Patrocínio). Nos dias de hoje (2017) vale 5.000 Euros. Os receptores notáveis incluem Erich Reusch, Victor Bonato e Jochem Ahmann.

## Pinturas selecionadas

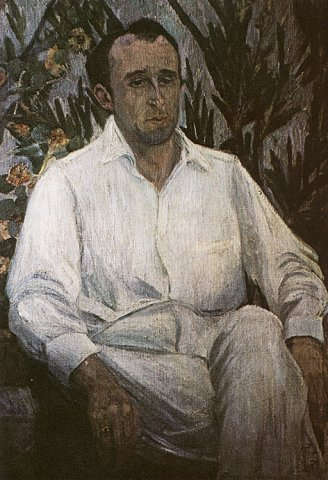
Frederick Delius
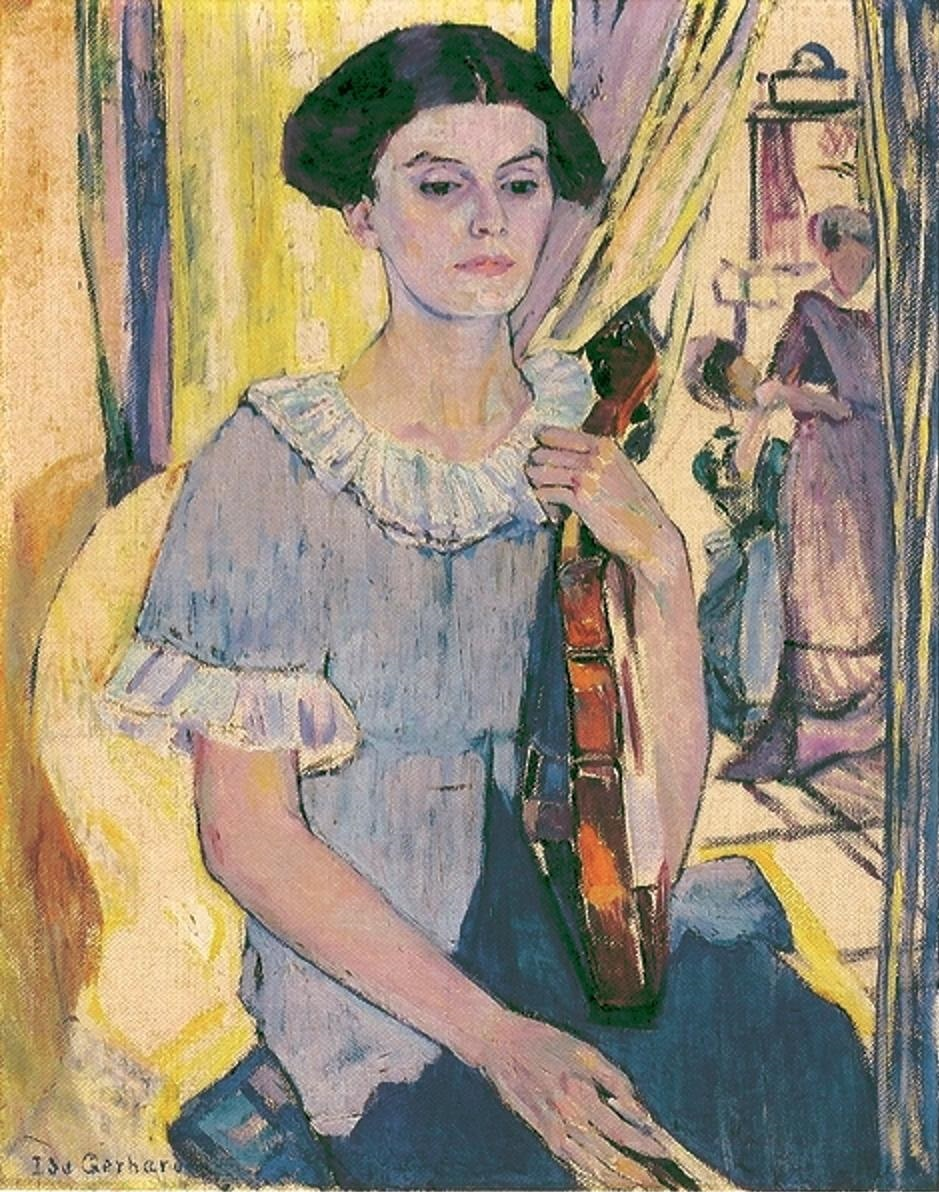
Violinista
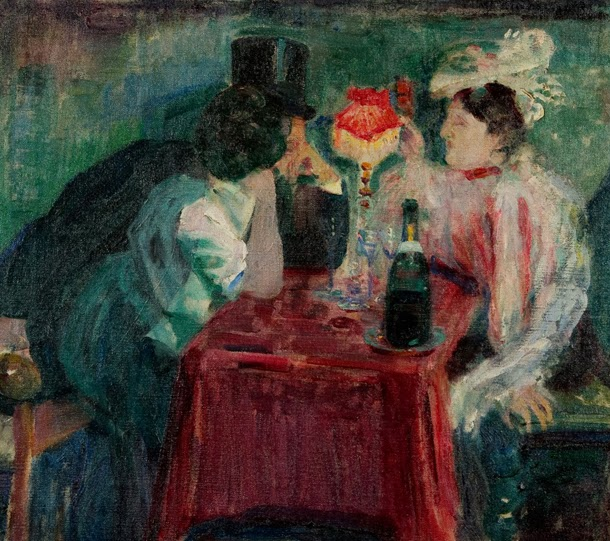
Cena do Bar
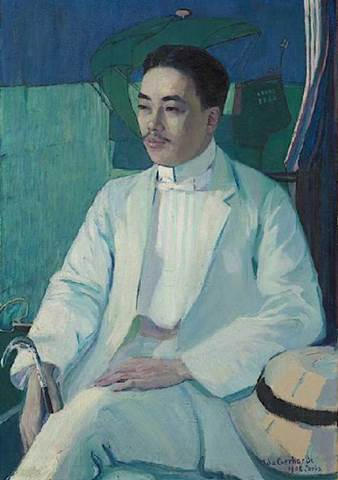
Príncipe siamês